# Gold line (линия метро, Бангкок)
Золотая линия — (англ. Gold line, тайск. รถไฟฟ้าสายสีทอง, рус. ротфайфасайситхонг, букв.: "небесный поезд по линии цвета золота") это первая линия метро в Бангкоке, являющаяся транспортной системой типа APM. Построенная на средства частного инвестора, линия принадлежит городу, но передана в использование частной компании до 2050 года.

## Описание
Золотая линия состоит из 3 станций: Крунг Тхонбури, Черий Накхон и Кхлонг Сан. Линия надземная двухпутная длиной 1,7 км. Перевозят пассажиров 2 двухвагонных поезда на резиновых колесах. Время в пути около 5 минут.
Линия обслуживает жителей 6 премиальных прибрежных жилых комплексов, а также крупнейший торговый центр IconSiam. Коммерческая фирма Siam Piwat Co Ltd, владеющая торговым центром IconSiam инвестировала в строительство линии метро в обмен на использование рекламных площадей и доходов от эксплуатации линии в течение 30 лет.

## История

### Планирование
Строительство линии не входило в план по развитию общественного транспорта Бангкока а было предложено владельцем торгового центра IconSiam в 2015 году.
Проект был разработан Krungthep Thanakom Co Ltd (компанией представляющей городскую администрацию Бангкока (BMA)).
6 сентября 2016 года кабинет министров Таиланда утвердил проект новой линии метро. Проект должен был быть реализован в 2 этапа: 1 Этап — 1.72 км от станции метро Тхонбури до госпиталя Таксин; 2 Этап — 0.96 км от госпиталя Таксин до храма Анонгкарам.
15 декабря 2017 года Krungthep Thanakom Co., Ltd. передала контракт на воплощение проекта компании Italian Thai Development Public Co. Ltd..
Весь проект стоимостью 3 800 000 000 батов был оплачен Siam Piwat Co Ltd.

#### Проблемы
- Строительство линии вызвало протесты местных жителей и расследование «Environmental Impact Evaluation Bureau» в связи с тем, что надземная линия может испортить визуальный образ исторического Бангкока, что запрещено законодательными актами[6].
- Также большие протесты вызвала необходимость экспроприации земель, находящихся в частной собственности. Кабинет министров, для примирения с землевладельцами, предложил новую систему изъятия земель, по которой собственники могут в течение 10 лет истребовать часть земли назад, если она фактически не оказалась использована в проекте[7].
- Также вызывало опасение строительство опор в связи с нахождением в непосредственной близости от фундамента опор магистральной трубы водоснабжения[8].

### Строительство
9 марта 2018 года начались строительные работы.

### Запуск в эксплуатацию
31 июля 2018 Krungthep Thanakom Co Ltd наняла компанию BTSC (Bangkok Mass Transit System Public Co. Ltd.) по договору «O&M Services Agreement of the Gold Line Project Phase 1» об управлении и обслуживании участка линии с 3 станциями на 30 лет (до 2050 года) . 16 декабря 2020 линия была открыта в тестовом бесплатном режиме.
16 января 2021 произошло торжественного открытие сервиса в платном режиме эксплуатации. На церемонии присутствовали, в частности, премьер-министр Таиланда и мэр Бангкока.

## Эксплуатация
Техническое обслуживание линии и подвижного состава осуществляется силами сотрудников BTSC прошедших обучение в Bombardier. Станции оборудованы лифтами для доступа маломобильных пассажиров и эскалаторами. Комплекс Tetra от компании Teltronic используется в качестве системы связи.

### Подвижной состав
Поездами являются пиплмуверы на резиновых шинах модели Bombardier Innovia APM 300. Поезда китайского производства, максимально возможная скорость 80 км/ч. Эксплуатационная скорость с учетом посадки и высадки пассажиров - 21 км/ч. Поставка осуществлялась как часть реализации проекта "под ключ" в составе поездов производства Puzhen Bombardier Transportation Systems (Китай) и управляющей системы CITYFLO 650. В эксплуатации находятся 2 двухвагонных состава (без прохода между вагонами), еще один состав используется в качестве резервного. Ширина вагона - 2,89 метра, длина - 12,75 метра, высота 3,5 - метра. Вместимость каждого вагона - 138 человек, из них 19 - на местах для сидения. На линии установлена система GoA 4 класса (полностью автоматическое управление движением без участия человека).

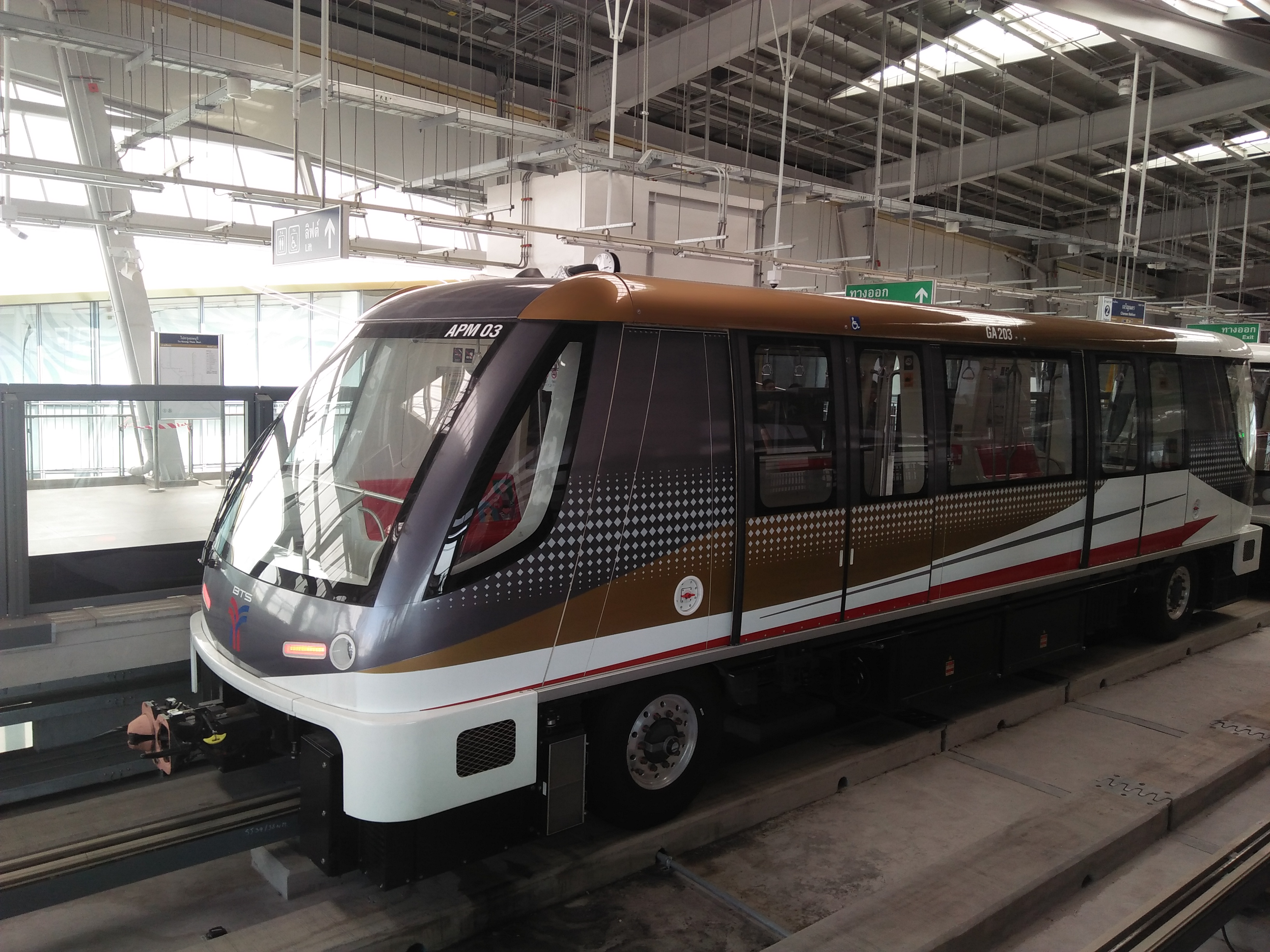
Поезд Bombardier Innovia APM 300 на станции Charoen Nakhon (Icon Siam)
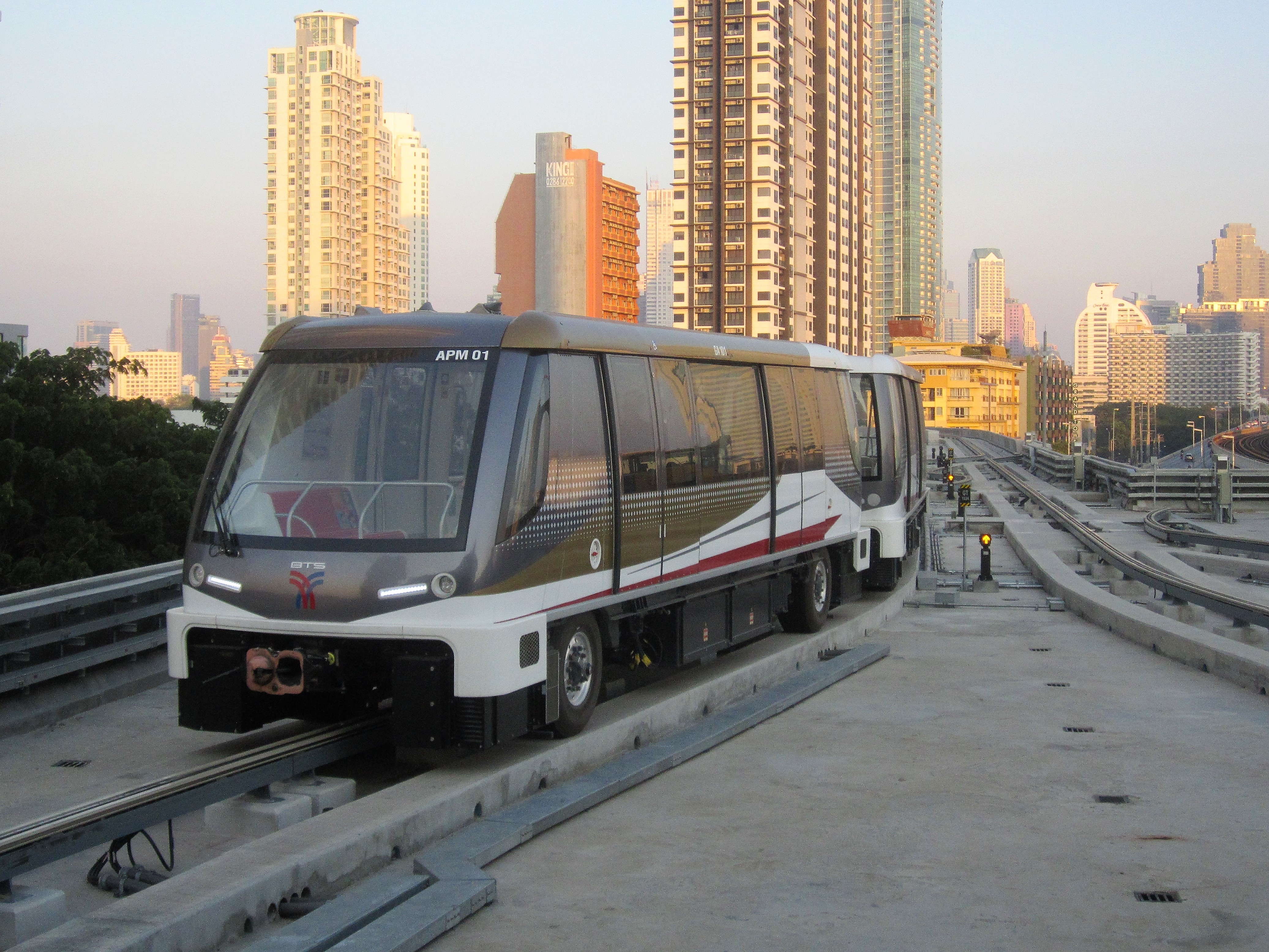
Поезд на станции Krung Thonburi
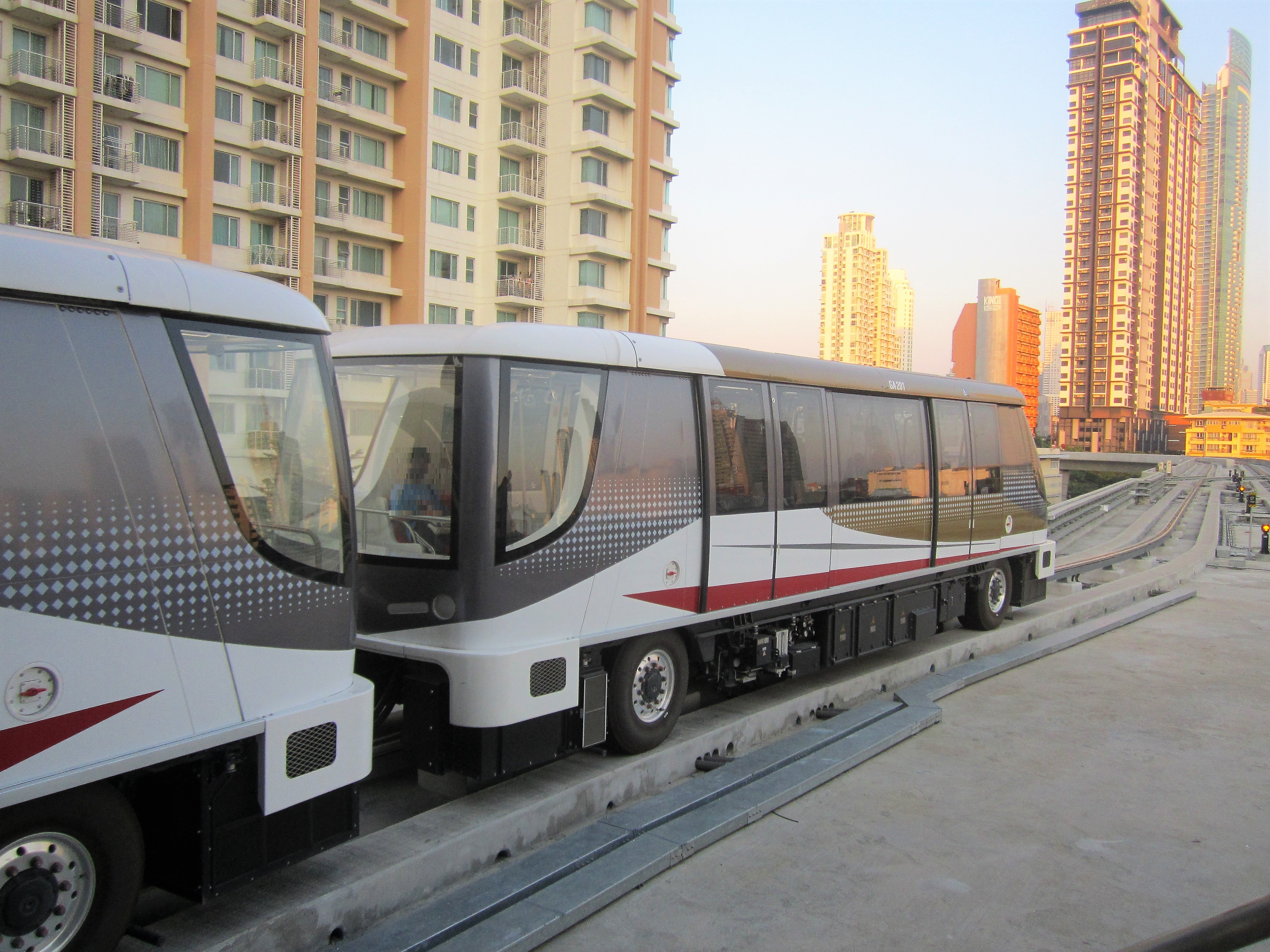
Поезд на станции Krung Thonburi
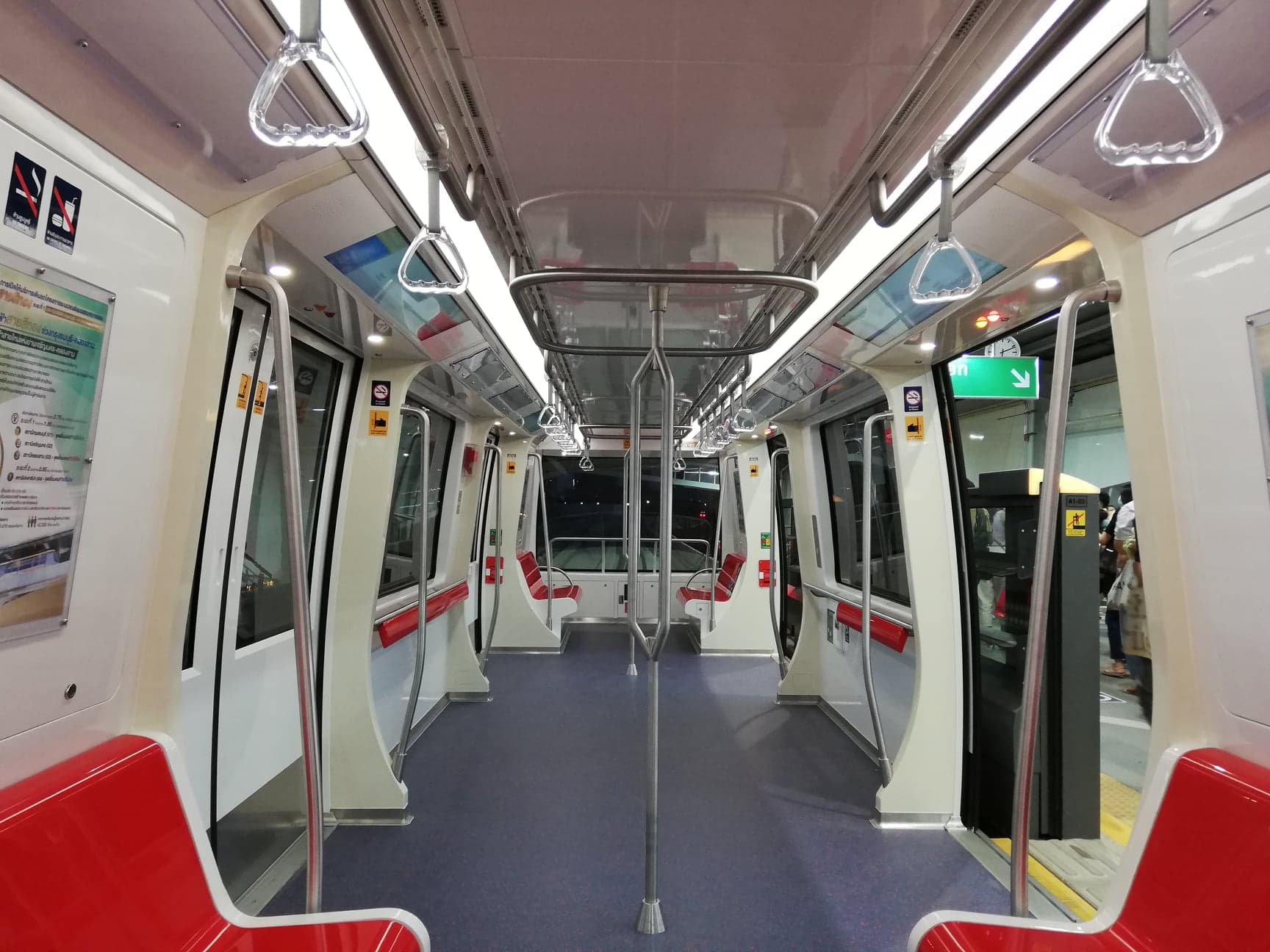
Интерьер вагона поезда Bombardier Innovia APM 300

### Тарифы и сервисы
Стоимость проезда 15 батов вне зависимости от дистанции пути. Проезд возможен по билетам, приобретаемым в билетных автоматах или кассах, а также по проездным и "Rabbit card". Линия работает с 6 утра до полуночи. С декабря 2020 года (начало эксплуатации) поезда ходили с интервалом в 6-12 минут, однако с 1 ноября 2021 года интервал был увеличен до 20 минут.

### Пассажиропоток
На этапе планирования предполагалось, что сервисом будут пользоваться 42 тысячи человек в сутки. В первые 3,5 месяца эксплуатации суточный пассажиропоток составил  в среднем 3500 человек. В 2023 году пассажиропоток составлял около 5000 человек в сутки, а в 2024 около 7400 человек в сутки.

## Станции

### Участок открыт 16 декабря 2020 года
Крунг Тхонбури (англ. Krung Thonburi, тайск. สถานีกรุงธนบุรี) - пересадка на  BTS  Крунг Тхонбури.
 Черий Накхон (англ. Charoen Nakhon, тайск. สถานีเจริญนคร) - торговый центр ICONSIAM (тайск. ไอคอนสยาม).
 Кхлонг Сан (англ. Khlong San, тайск. สถานีคลองสาน).

## Недостатки
В течение всего срока эксплуатации линия не генерирует дохода компании-оператору. В 2023 году линия приносила ежемесячно более 12 миллионов батов убытков, что связано с недостаточным пассажиропотоком. Одним из способов решения проблемы городская администрация (BMA) видит передачу администрирования проекта от генерального подрядчика (KT) и аффилированного с ним оператора (BTSC) транспортной компании федерального подчинения (MRTA) с целью развития в рамках новых проектов общественного транспорта.

## Перспективы
К 2023 году планировалось открыть еще одну станцию -  Прачатхипок, таким образам соединив линии метро BTS и MRT. Пропускная способность может составить от 4000 до 12000 пассажиров в час в каждую сторону при интервале движения в 5-6 минут. Однако этот проект остается перспективным и поныне. В 2024 году были обнародованы планы по запуску станции к 2029 году. Бюджет строительства соответствующего участка линии и станции оценивается в 3 миллиарда батов.

### Запланированный участок
Прачатхипок (англ. Prajadhipok, тайск. สถานีประชาธิปก) планируется пересадка на строящуюся станцию  MRT  Сапхан Путтха.